# Alonso de Bonilla
Alonso de Bonilla y Garzón (Baeza, 1570 – 1642) fou un poeta castellà que a partir de la seva posició manierista és considerat, al costat d'Alonso de Ledesma, precursor del conceptisme, tant per l'aspecte formal com per la temàtica de la seva obra.
La seva vida és poc coneguda, però la seva fama entre els poetes de la seva època va fer que el mateix Lope de Vega l'anomenés «la meravella vuitena del Parnàs,» elogiant la seva poesia a La Filomena, a El Laurel de Apolo i a Aprobaciones. A més de la seva obra poètica, Alonso de Bonilla es va guanyar la vida com a argenter, i de fet hi ha constància de què el 1611 se li va retribuir per la confecció d'un reliquiari. Igualment es té constància de la seva devoció per la Passió de Jesús, ja que va pertànyer a les germandats de Baeza del Crist de la Sang (en la que va actuar com a fiscal durant algun temps) i del Sant Crist de la Yedra. Poc després de morir, el seu fill Andrés va publicar a Baeza l'obra pòstuma del seu pare Nombre y atributos de la impecable siempre Virgen María.

## Obres
- Peregrinos pensamientos, de mysterios divinos, en varios versos y glosas dificultosas (Baeza: Pedro de la Cuesta, 1614)
- Glosas a la inmaculada y pura Concepción de la siempre Virgen María (Baeza, Pedro de la Cuesta, 1615)
- Letras y romances nuevos al Santísimo Sacramento (Sevilla, 1617)
- Nuevo jardín de flores divinas (1617)
- Nombres y atributos de la impecable siempre Virgen María... (Baeza: Pedro de la Cuesta, 1624)